# ChatGPT
ChatGPT (від англ. Generative Pre-trained Transformer, укр. генеративний попередньо тренований трансформер) — чат-бот та віртуальний помічник з генеративним штучним інтелектом, розроблений компанією OpenAI і представлений широкому загалу 30 листопада 2022 року. Побудований на основі великої мовної моделі та оптимізований для ведення діалогів природними мовами, він здатен генерувати відповіді в різних предметних галузях, різного формату, розміру, стилю та рівня деталізації, враховуючи при цьому контекст розмови.
Через детальність та ясність відповідей популярність чат-бота виросла неймовірно швидко. Лише за два місяці після випуску кількість активних користувачів перевищила 100 мільйонів — такий короткий проміжок став історичним рекордом серед користувацьких програм. Після релізу оцінка компанії OpenAI виросла до 29 мільярдів доларів. Запуск ChatGPT стимулював розвиток конкуруючих продуктів, зокрема Bard, LLaMA, Claude, Grok та інших.
Станом на І півріччя 2025 року у ChatGPT було понад 500 мільйонів активних користувачів щотижня, зокрема 20 мільйонів платних підписників.
В основі ChatGPT лежить оригінальна серія моделей породжувальних попередньо тренованих трансформерів (GPT) від OpenAI, заснованих на архітектурі, розробленій компанією Google, — і тонко настроєних для ведення діалогів за допомогою комбінації керованого навчання і навчання з підкріпленням. Безкоштовна версія ChatGPT базується на GPT-3.5 та GPT-4o, тоді як розширені платні версії «Plus», «Team» і «Enterprise» працюють на GPT-4 та GPT-4o, надають доступ до додаткових функцій, таких як створення зображень за допомогою DALL-E 3 і мають вищий ліміт використання GPT-4o.
Вважається, що ChatGPT став початком буму штучного інтелекту, який призвів до безпрецедентно швидкого розвитку сфери ШІ. Деякі спостерігачі висловили занепокоєння щодо потенціалу ChatGPT і подібних програм для витіснення або атрофії людського інтелекту, сприяння плагіату чи поширення дезінформації.

## Навчання
ChatGPT (GPT від Generative Pre-trained Transformer) отриманий шляхом доопрацювання моделі GPT-3.5, використовуючи техніки керованого машинного навчання і машинного навчання з підкріпленням. Обидві техніки передбачали участь людей, які тренували модель, щоб покращити її продуктивність. У випадку керованого навчання, модель тренувалася на діалогах, де людина-тренер виконувала дві ролі: користувача й асистента ШІ. На етапі підкріплення тренер оцінював відповіді, що давала модель у попередньому діалозі. Ці оцінки були використані для створення «моделей винагород», на яких модель була допрацьована шляхом проходження декількох ітерацій Proximal Policy Optimization (PPO). Алгоритми Proximal Policy Optimization виявили меншу затратність порівняно з алгоритмами Trust Region Policy Optimization (TRPO) завдяки кращій ефективності обчислення багатьох складних операцій. Моделі були натреновані у співпраці з Microsoft на їхній хмарній інфраструктурі Azure.
Порівняно зі своїм попередником InstructGPT, ChatGPT намагається зменшити кількість шкідливих і оманливих відповідей. Так, наприклад, InstructGPT сприймає запит «Розкажи мені, як Христофор Колумб прибув до США у 2015 році» як такий, що містить правдиву інформацію, а ChatGPT аналізує історичну інформацію про подорожі Колумба, уявлення про його особистість та інформацію про сучасний світ і на основі цього будує відповідь, у якій описані припущення, — що б сталось, якби Христофор Колумб прибув до США у 2015 році. До даних, що використовуються для навчання ChatGPT, входять довідникові сторінки, інформація про інтернет-меми і мови програмування.
На відміну від більшості чат-ботів, ChatGPT запам'ятовує та бере до уваги всі попередні запитання користувача в рамках бесіди, що, на думку деяких журналістів, дасть змогу використовувати його в ролі особистого терапевта. Для запобігання потрапляння в запити до ChatGPT та його відповіді текстів, що містять мову ворожнечі або образи, дані фільтруються через API модерації та потенційно расистські чи сексистські вислови відхиляються.
ChatGPT містить багато обмежень. Модель нагород ChatGPT, розроблена завдяки нагляду людини, може бути надмірно оптимізована і, таким чином, знижувати продуктивність через так званий закон Гудгарта. Також ChatGPT володіє обмеженими даними про події, що сталися після 2021 року, і не може надати інформацію про деяких зірок. Під час навчання рецензенти надавали перевагу довшим відповідям, незалежно від їхньої фактичної наповненості чи зв'язності. Навчальні дані також можуть перебувати під впливом алгоритмічної упередженості, відповіді на запити, що стосуються загального опису образу людей — наприклад, що обіймають посаду генерального директора, — можуть містити припущення, що така людина є білим чоловіком.
Дані, на яких навчався ChatGPT включають документацію програмного забезпечення, інформацію про інтернет-меми і численні мови програмування. Вікіпедія також була одним із джерел даних для навчання ChatGPT.

## Історія
14 березня 2023 року OpenAI представили нову модель — GPT-4, яка стала доступною для користувачів платної версії ChatGPT Plus. Деякі дослідники окреслили нецензуровану версію ChatGPT на базі GPT-4 як ранню та неповну версію сильного штучного інтелекту (AGI).
У березні 2023 року OpenAI додала підтримку плагінів для ChatGPT. Сюди входять як плагіни, створені OpenAI, так і плагіни від сторонніх розробників, таких як Expedia, OpenTable, Zapier, Shopify, Slack і Wolfram.
В середині квітня 2023 року Сем Альтман з OpenAI заявив, що компанія поки припинила тренування GPT-5, у відповідь на лист з відповідним проханням від 50 тисяч людей, зокрема більше 1800 CEO та 1500 професорів, серед яких Ілон Маск, Стів Возняк, Юваль Гарарі та багато інших відомих людей.
18 липня 2023 року, вчені зі Стенфордського університету та Університету Каліфорнії (Берклі) опублікували результати дослідження еволюції чат-ботів від OpenAI в ході якого вони виявили, що ChatGPT останнім часом погіршився. Дослідники використовували такі методи для оцінки його можливостей, як розв'язання математичних задач, відповіді на делікатні/небезпечні запитання, генерація коду та візуальне мислення. Дослідники підкреслили, що перераховані вище завдання були ретельно відібрані, щоб проаналізувати «різноманітні та корисні можливості цих LLM» (великих мовних моделей). В ході дослідження вони визначили, що їхня продуктивність і поведінка були зовсім іншими та не в кращий бік. Фахівці дослідили результати тестів, що продемонстрували наскільки змінювалася поведінка GPT-3.5 і GPT-4 протягом відносно короткого проміжку часу.
20 липня 2023 року, згідно з повідомленням The Verge, компанія OpenAI анонсувала запуск бета-тестування нової функції для свого чатбота ChatGPT. Функція називається «Інструкції користувача» і дозволяє користувачам повідомляти чат-боту відомості про себе і визначати налаштування сервісу. За словами представників компанії OpenAI, дана функція спрощує процес спілкування з чат-ботом, оскільки зменшує необхідність у постійному наданні контексту та інформації для кожного запиту. Нова функція доступна за платною підпискою для учасників програми ChatGPT Plus у всіх країнах, окрім Великої Британії та ЄС. OpenAI у майбутньому планує розширити доступ до функції для всіх користувачів ChatGPT.
У липні 2023 року, згідно з повідомленням The Washington Post, ChatGPT вперше почав втрачати користувачів, а це якоюсь мірою похитнуло віру в революцію ШІ. За даними інтернет-компанії Similarweb, кількість відвідувачів сайту ChatGPT у всьому світі впала на 9,7 % в червні порівняно з попереднім місяцем. Згідно з даними Sensor Tower, кількість завантажень програми для iPhone від бота, яка була запущена в травні, також неухильно знижується після піку на початку червня.
25 вересня 2023 року в офіційному блозі OpenAI повідомили про нові можливості, які стали доступними для підписників тарифів Plus і Enterprise, а саме:
- Голос. Ставити голосові питання ChatGPT можна було через мобільний застосунок і раніше. Проте тепер заговорив і сам бот, одразу п'ятьма голосами на вибір.
- Слух. До нових навичок ChatGPT можна також віднести можливість відповідати на питання, які користувач вимовив із ввімкненим мікрофоном. Проте зробити це можна тільки в мобільному додатку.
- Зір. Окрім цього, чат-боту тепер вдається розпізнавати і аналізувати зображення. Наприклад, глянувши на фото зламаного велосипеда, нейромережа проаналізує його та порадить, як того полагодити.

10 січня 2024 року, згідно з повідомленням The Intercept, OpenAI змінила правила використання ChatGPT та видалила заборону застосування сервісу у військових цілях.

### GPT-4o
В травні 2024 року в OpenAI представили нову модель GPT-4o (omni), яка здатна аналізувати текст, аудіо та відео та відповідати в режимі реального часу. GPT-4o також вдвічі швидша та в половину дешевша ніж GPT-4 Turbo.

### GPT-4.5
Офіційно випущена 27 лютого 2025 року. Доступна для користувачів, які підписалися на плани ChatGPT Plus та Pro, на веб-, мобільних та настільних платформах. Доступ також надається через OpenAI API та OpenAI Developer Playground, але компанія поступово припинила доступ до моделі через API 14 липня 2025 року.

### GPT-4.1
Модель була випущена 14 квітня 2025 року. Доступ до GPT-4.1 можна отримати через OpenAI API або OpenAI Developer Playground. Одночасно було випущено три різні моделі: GPT-4.1, GPT-4.1 mini та GPT-4.1 nano. З 14 травня 2025 року модель GPT-4.1 доступна для користувачів, підписаних на плани ChatGPT Plus та Pro, а GPT-4.1 mini, яка замінює GPT-4o mini, доступна для всіх користувачів ChatGPT.

### GPT-5
Офіційно випущена 7 серпня 2025 року.
Співзасновник і головний виконавчий директор OpenAI Сем Альтман заявив, що «з GPT-5 вперше дійсно відчувається, ніби ти говориш з експертом у будь-якій темі, з експертом рівня PhD».

## Сервіси

### GPT Store
У січні 2024 року OpenAI запустила GPT Store, маркетплейс кастомізованих чат-ботів, створених на основі ChatGPT. Спочатку компанія планувала запустити його у листопаді 2023 року, але згодом ухвалила рішення відкласти запуск. На момент запуску GPT Store пропонував понад 3 мільйони чат-ботів. Чат-боти, доступні в маркетплейсі, розроблені за допомогою системи GPT Builder від OpenAI. Розробка чат-ботів на платформі не потребує навичок програмування. Через два дні після запуску GPT Store містив багато ботів, імітуючих «віртуальну подругу», що суперечить політиці OpenAI.

### Мобільний застосунок
У травні 2023 року OpenAI запустила застосунок ChatGPT для iOS. Програма підтримує синхронізацію історії чату та голосове введення (за допомогою моделі розпізнавання мовлення Whisper від OpenAI).
У липні 2023 року OpenAI представила програму для Android, спочатку зробивши її доступною в Бангладеші, Бразилії, Індії та США. Пізніше застосунок став доступним у всьому світі. Окрім цього, OpenAI працює над глибокою інтеграцією ChatGPT з API Android.

### ChatGPT Search
31 жовтня 2024 року OpenAI анонсував інтеграцію вебпошуку в ChatGPT, що дозволяє користувачам отримувати актуальні відповіді з посиланнями на перевірені джерела. Функція доступна для користувачів ChatGPT Plus, Team, і поступово впроваджується для безплатних облікових записів. Нововведення покликане зробити процес пошуку інформації швидшим і зручнішим, зберігаючи при цьому основні принципи журналістики.

### ChatGPT agent
17 липня 2025 року OpenAI випустила «ChatGPT agent» — агента ШІ, який може виконувати багатоетапні завдання. Він доступний користувачам планів Pro, Plus і Team, та пізніше буде доступний користувачам планів Enterprise та Education.

## Конфіденційність
У березні 2023 року через баг в системі деякі користувачі могли бачити заголовки розмов інших користувачів. Генеральний директор OpenAI Сем Альтман заявив, що вміст розмов не був видимим. Невдовзі після усунення проблеми користувачі не могли бачити історію своїх розмов. Пізніші звіти OpenAI показали, що проблема була набагато серйознішою, ніж вважалося спочатку: відбувся витік даних, що включав «імена та прізвища користувачів, адреси електронної пошти, платіжні адреси, останні чотири цифри номерів кредитних карток та дату, до якої дійсні кредитні картки».
Наприкінці червня 2024 року OpenAI запустив офіційну програму ChatGPT для MacOS. Однак деякі користувачі висловили стурбованість щодо конфіденційності, адже програма зберігає всі розмови у вигляді звичайного тексту, що може розкрити конфіденційні дані. OpenAI не використовує стандартну систему macOS для ізоляції програми та її даних. Відповідно, користувачі ризикують втратити конфіденційність, якщо їх розмови ChatGPT стануть доступними іншим. Зловмисники можуть використовувати цю інформацію для крадіжки особистих даних, шантажу або інших шкідливих цілей. Станом на 5 липня 2024 року, OpenAI випустила відповідне оновлення та вирішила існуючу проблему.

## Сприйняття
ChatGPT отримав загалом позитивні відгуки. Нью-Йорк таймс назвав його «найкращим чат-ботом зі ШІ, що коли-небудь ставав доступним для широкого загалу». Саманта Лок із Ґардіан зазначила, що він зумів згенерувати «напрочуд детальний» і «подібний до створеного людиною» текст. Технічний автор Ден Гіллмор використав ChatGPT для виконання студентського завдання і, виявивши, що згенерований текст був на рівні з текстом, що міг би створити хороший студент, висловив думку, що «академічним колам доведеться зіткнутися з дуже серйозними проблемами». Алекс Кантровіц з журналу Slate похвалив відповіді ChatGPT на питання, що стосувались Третього Рейху, зокрема те, що твердження про будівництво Гітлером автобанів у Німеччині він парирував інформацією про використання нацистами примусової праці.
У грудні 2022 року економіст Пол Круґман опублікував статтю, де висловив думку, що ChatGPT вплине на попит на інформаційних працівників. Джим Вінсент із The Verge вбачає в вірусному успіху ChatGPT свідчення того, що ШІ став мейнстримом. Стівен Марке відмітив у журналі The Atlantic, що вплив ChatGPT на академічні кола й особливо на прикладні есе ще потрібно буде зрозуміти. Вчитель середньої школи в Каліфорнії і письменник Деніел Герман написав, що ChatGPT ознаменує «кінець англійської мови в середній школі».
Фактична точність ChatGPT, окрім іншого, була поставлена під сумнів. Майк Перл із Mashable тестував ChatGPT багатьма питаннями. В одному з прикладів він попросив модель назвати «найбільшу країну в Центральній Америці, яка не є Мексикою», без уточнення за яким саме параметром слід порівнювати країни. ChatGPT відповів, що це Гватемала, хоча, якщо порівнювати за площею країни, а не за населенням або ВВП, то правильна відповідь буде — Нікарагуа. У грудні 2022 року сайт Stack Overflow заборонив використання ChatGPT для генерації відповідей на запитання, посилаючись на фактично неоднозначний характер відповідей ChatGPT. Економіст Тайлер Коуен висловив занепокоєність стосовно впливу ChatGPT на демократію, адже в будь-якої людини буде можливість створювати автоматичні коментарі в спробі повпливати на процес прийняття нових нормативних актів. Акс Шарма з Bleeping Computer відмітив, що ChatGPT здатен створювати шкідливі програми і фішингові електронні листи.

### Вплив на освіту
Використання ChatGPT в освіті, ймовірно, призведе до необхідності викладачам зосередитися на створенні творчих завдань та поступово відмовлятися від описових завдань, які у деяких гуманітарних дисциплінах становлять більшість самостійної роботи, на відміну від технічних дисциплін, де, зазвичай, знання використовуються для вирішення технічних задач. Таким чином глобальний розвиток та інновації в науці
та техніці впливають на освіту, змінюючи методи, технології, інструменти викладання та навчання. Разом з тим багато педагогів і освітніх закладів можуть не мати знань чи досвіду для ефективної інтеграції нових технологій у свої освітні практики. Використання великих мовних моделей в освіті є перспективним напрямком дослідження, яке відкриває багато можливостей для підвищення ефективності навчання.
У липні 2025 року компанія OpenAI представила новий безкоштовний режим ChatGPT для студентів, який сприятиме глибшому розумінню та навчанню. Новий режим допоможе користувачам розв'язувати завдання покроково, а не просто отримувати готову відповідь. Нова функція доступна для зареєстрованих користувачів Free, Plus, Pro і Team.

### Вплив на Вікіпедію
На початку жовтня 2024 року, як повідомив ресурс TechSpot, в найвідомішій онлайн-енциклопедії Wikipedia розпочалася криза через ШІ. Зокрема, користувачі почали масово публікувати неперевірену інформацію, згенеровану ШІ за допомогою чат-ботів, таких як ChatGPT і йому подібних. Про проблему стало відомо, коли редактори і користувачі Wikipedia помітили уривки статей, явно написані чат-ботом. Підозри підтвердилися, коли деякі з цих текстів вдалося відтворити за допомогою ChatGPT. Відповідно, для розв'язання проблеми було створено проєкт під назвою WikiProject AI Cleanup, який являє собою групу добровольців, що займається пошуком, редагуванням і видаленням неправдивої інформації, імовірно доданої за допомогою генеративного ШІ.

## Доступність
Станом на липень 2025 року, за даними OpenAI, користувачі щодня надсилають понад 2,5 млрд промптів до ChatGPT. Лише в США цей показник становив близько 330 млн щоденних запитів.
В той же час, ще в лютому 2023 року, користувачі повідомляли, що сервіс недоступний щонайменше в таких країнах: Китаї, РФ, Білорусі, Афганістані, Венесуелі та Ірані. Як з'ясувалося, розробник чат-бота зі ШІ OpenAI заборонив деяким окремим країнам користуватися своїми сервісами відповідно накладених санкцій.

### Україна
18 лютого 2023 року міністр цифрової трансформації Михайло Федоров повідомив, що після переговорів, офіційних листів, дзвінків та зустрічі з представниками OpenAI — ChatGPT став доступним для реєстрації користувачам з України. Програма не працює лише на тимчасово окупованих Росією українських територіях.
1 червня 2023 року ChatGPT для операційних систем iOS запрацював в Україні. Чат-бот вже доступний на платформі App Store та працює на версії iOS 16.1 або вище. Як відомо, спочатку доступ до застосунку ChatGPT був відкритий лише в США, але поступово його почали відкривати й в інших країнах. ChatGPT може імітувати діалог, відповідати на додаткові запитання, визнавати помилки, заперечувати неправильні передумови та відхиляти недоречні запити.

### Італія
У кінці березня 2023 року Італія вирішила заблокувати ChatGPT, оскільки вважала, що платформа не дотримується закону про захист даних споживачів і незаконно збирає дані користувачів. Заборона буде скасована, коли буде доведено, що вона відповідає нормам італійської конфіденційності. Італійський гарант захисту персональних даних розпочав розслідування, щоб визначити, чи було порушення, зазначаючи також, що інформація від ChatGPT «не завжди відповідає реальним даним». Вони також висловили занепокоєння через відсутність фільтрів для перевірки віку користувачів, оскільки сервіс призначений для осіб старше 13 років. Так само, у січні 2023 року, служби міста Нью-Йорка заборонили доступ до ChatGPT на комп'ютерах державних шкіл через побоювання щодо безпеки та точності контенту.
28 квітня 2023 року Італія знову дозволила доступ до ChatGPT.

## Збої в роботі

### 2023
9 листопада, за повідомленням TechCrunch, компанія OpenAI зіткнулася з розподіленою атакою на чат-бот ChatGPT, в роботі якого стався черговий збій. Хакерська група Anonymous Sudan взяла на себе відповідальність за атаки на OpenAI.

### 2024
8 листопада, як повідомило агентство Reuters, сервіс ChatGPT був недоступний приблизно пів години, зачепивши станом на 19:13 за східним часом (00:13 GMT у суботу) понад 19 403 користувачів. Згідно з інформацією OpenAI, для більшості користувачів доступ було відновлено о 16:34 за тихоокеанським часом (00:34 GMT у суботу), хоча деякі клієнти все ще мали труднощі до 17:00 (01:00 GMT у суботу).
26 грудня, з посиланням на сервіс Downdetector, стало відомо, що у роботі ChatGPT спостерігався масштабний збій, в результаті чого чат-бот був тимчасово недоступний. Під час спроби введення запиту в чат-боті, видавалася помилка. Історія запитів у ChatGPT — також була недоступною.

### 2025
19 травня, з посиланням на сервіс Downdetector, стало відомо, що у роботі ChatGPT стався масштабний збій у роботі чат-бота зі ШІ. Причини масштабного збою в ChatGPT - невідомі, а проблеми з ChatGPT спостерігалися по всьому світу без прив'язки до регіону або континенту.

## ChatGPT у масовій культурі
«Спитай у чата GPT» — пісня, яку написала (разом зі співавторами — Михайлом Кацуріни, Іваном Клименком; музику написала Надія Дорофєєва, Михайло Кацурін, Іван Клименко, Антон Кукрі) та виконує українська співачка Надія Дорофєєва. Пісня входить до альбому Heartbeat, написана та вперше виконана 2024 року.
Рядки Спитай у чата GPT / Де свою любов знайти?.. / А він мовчить, бо ми життя / Будуємо на почуттях, / А не на кодах і числах нагадують, що жоден, навіть найдосконаліший ШІ ніколи не замінить живих почуттів і не допоможе знайти своє кохання.